# Stars of CCTV
Stars of CCTV is een muziekalbum van de Britse rockband Hard-Fi. Het is het debuutalbum van de band, uitgebracht op 4 juli 2005. Het album bevat ook de debuutsingle van de band, Hard to Beat.
Stars of CCTV was aanvankelijk opgenomen als een mini-album met 6 nummers. Toen Hard-Fi zich aansloot bij Warner Music, kon de band de CD her-opnemen. Toen het album uitkwam, zou het op 7 juli gepresenteerd worden in Staines, de thuisbasis van Hard-Fi. Dit werd vanwege de dood van Richard Archer’s moeder uitgesteld tot 13 juli. Ook de locatie werd veranderd naar Londen.
Het album kreeg pas echt bekendheid toen het in 2005 genomineerd werd voor de Mercury Music Prize. In januari 2006 haalde het album de eerste plaats in de Britse hitlijsten.

## Tracks
1. "Cash Machine"
2. "Middle Eastern Holiday"
3. "Tied Up Too Tight"
4. "Gotta Reason"
5. "Hard To Beat"
6. "Unnecessary Trouble"
7. "Move On Now"
8. "Better Do Better"
9. "Feltham Is Singing Out"
10. "Living For The Weekend"
11. "Stars Of CCTV"